# Hinterhedfeld
Hinterhedfeld ist eine Hofschaft in Halver im Märkischen Kreis im Regierungsbezirk Arnsberg in Nordrhein-Westfalen (Deutschland).

## Lage und Beschreibung
Hinterhedfeld liegt auf einer Höhe von 353 Meter über Normalnull an der  Kreisstraße K3 im südlichen Halver an der Stadtgrenze zu Kierspe. Südlich des Ortes liegt die Kerspetalsperre. An Hinterhedfeld fließt der Bach Bommecke vorbei, der kurz darauf in die Stauwurzel der Talsperre mündet. Niederhedfeld ist ein Abspliss von Schulten Hedfeld.
Die Nachbarorte sind Niederhedfeld, Giersiepen, Schanzmannsmühle, Schulten Hedfeld und Mühlen-Schmidthausen (zu Kierspe).

## Geschichte
Hinterhedfeld wurde erstmals 1557 urkundlich erwähnt, die Entstehungszeit der Siedlung wird aber im Zeitraum zwischen 1300 und 1400 in der Folge der zweiten mittelalterlichen Rodungsperiode vermutet. Hinterhedfeld ist ein Abspliss von Schulten Hedfeld.
1818 lebten zehn Einwohner im Ort. 1838 gehörte Hinterhedfeld als Hintern-Hedfeld der Bommerter Bauerschaft innerhalb der Bürgermeisterei Halver an. Der laut der Ortschafts- und Entfernungs-Tabelle des Regierungs-Bezirks Arnsberg als Hof kategorisierte Ort besaß zu dieser Zeit drei Wohnhäuser, eine Fabrik bzw. Mühle und vier landwirtschaftliche Gebäude. Zu dieser Zeit lebten 13 Einwohner im Ort, allesamt evangelischen Glaubens.
Das Gemeindelexikon für die Provinz Westfalen von 1887 gibt für Hinternhedfeld eine Zahl von 21 Einwohnern an, die in dreiWohnhäusern lebten.
Seit dem Frühmittelalter (nach anderen Angaben seit frühgeschichtlicher Zeit) führte westlich an Hinterhedfeld eine bedeutende Altstraße vorbei, der Handels-, Pilger- und Heerweg von Hagen über Breckerfeld, Halver und Rönsahl nach Siegen. Die als Kulturdenkmal geschützten Hohlwege südlich des Orts stammen von dieser Altstraße.
Am Bach Bommecke lagen im 19. Jahrhundert die Hinterhedfelder Mühlen, eine Korn- und Pulvermühle.

## Wander- und Radwege
Folgende Wanderwege führen durch Hinterhedfeld:
- Der Halveraner Rundweg
- Der Rönsahler Ortsrundwanderweg A6 (Rund um die Kerspetalsperre).